# Ivan Stjepanov Bujović
Ivan Bujović (u. 1694.), hrvatski trgovac, pomorac i ratnik iz Crne Gore. Sin je Stjepanov i brat Vickov.

## Životopis
Rođen u hrvatskoj pomorsko-trgovačkoj obitelji iz Perasta Bujovićima. Kao i brat bavio se pomorskom trgovinom. Trgovao je i s Osmanskim Carstvom u vremenima kad se nije ratovalo s njima. Poslove s Turcima obavljao je i u albanskom Draču koji su držali Turci. Zabilježen je i kao trgovac s Francuzima.
Najveću je slavu stekao u pomorskim bojevima s gusarima. Ističe se podvig iz 1686. kad je zarobio četiri tartane ulcinjskih gusara. Mletačke su vlasti Ivanu i bratu mu Vicku dodijelile 1691. posjed kod Risna. Na obiteljskoj palači, sagrađenoj tri godine poslije nalazi se više natpisa s imenima braće i grb bratstva Stojšićâ.
Ivan je umro u Mlecima. Grb s nadgrobnom pločom nalazi se u crkvi San Giovanni in Bragora.